# Криль Степан Валерійович
Степа́н Вале́рійович Кри́ль (1992—2019) — старший матрос Збройних сил України, учасник російсько-української війни.

## Життєпис
Народився 1992 року в селі Байдівка (Старобільський район, Луганська область). Сирота, виростав в інтернаті. 2010 році закінчив
Ірмінську обласну спеціальну загальноосвітню школу-інтернат, 2012-го — Щастинський професійний ліцей. Працював у фермерському підприємстві у рідному селі.
У Збройних силах України з 2015 року; старший матрос 36-ї бригади, номер обслуги.
16 жовтня 2019-го загинув під вечір від кулі снайпера під час обстрілу українських позицій між селами Водяне та Талаківка (вогнепальне поранення в груди). Медики доклали зусиль для порятунку та поранення виявилося несумісним із життям.
19 жовтня 2019 року відбулося прощання в місті Старобільськ. Похований на Алеї Героїв військового кладовища в селі Чмирівка. 19 жовтня 2019-го в Старобільському районі оголошено траур.
Без Степана лишилися син і тітка.

## Нагороди та вшанування
- Указом Президента України № 897/2019 від 11 грудня 2019 року за особисті заслуги у зміцненні обороноздатності Української держави, мужність і самовіддані дії, виявлені у захисті державного суверенітету та територіальної цілісності України, зразкове виконання військового обов'язку нагороджений орденом «За мужність» III ступеня (посмертно)[4].
- 13 грудня 2019 року на фасаді Байдівської ЗОШ відкрито меморіальну дошку.[5]